# José María Camps
José María Camps (Barcelona, 22 de febrero de 1915-ibidem, 21 de noviembre de 1975) fue un dramaturgo, narrador y traductor español exiliado en México, donde se nacionalizó en 1951 o 1952. Entre sus reconocimientos están el premio Lope de Vega en 1973.

## Biografía
José María Camps Regás, nacido en una familia de la burguesía barcelonesa conservadora, inició su afición literaria con apenas 16 años, colaborando en la revista Juventus, coincidiendo con José María Boix Selva, Joan Vinyoli, Ignacio Agustí y Martín de Riquer. Estudió comercio y sacó licenciatura en Derecho en 1935, por la Universidad de Barcelona. Participó en la guerra civil española ingresando en el ejército popular republicano para realizar tareas de contraespionaje; fue hecho prisionero y encarcelado en Deusto y más tarde en Burgos, de cuyo penal consiguió salir tras alistarse como artillero; pero poco después fue denunciado por su sobrino, Joaquim Regas i Llibre, y encarcelado a finales de 1939 en la Modelo de Barcelona. Condenado a muerte inicialmente, le fue conmutada la pena por 16 años de cárcel -20 según qué fuentes-, quedando libre en 1942.
En prisión, Camps había retomado su afición literaria y al salir, comenzó a traducir textos del francés y del italiano (Alfred de Musset, Cicognani, Tozzi), y escribir algunos prólogos para Janés. Mediada la década de 1940, publicó sus primeras obras en Madrid y Barcelona. En el empobrecido medio teatral de la postguerra española, Camps consiguió quedar finalista del premio Ciudad de Barcelona de 1950 con dos piezas, La etapa imprevista y Kampong; asimismo, participó como actor en algunas obras de aficionados. Ese año, por recomendación de Esteve Sala, su cuñado, comenzó a trabajar en el Ayuntamiento de Barcelona. Pero poco después, por problemas policiales tuvo que emigrar a México, donde se nacionalizó entre 1951 o 1952 (no hay acuerdo en las fuentes consultadas).
En México continúo escribiendo teatro, y en 1957 Simón Armengol, otro exiliado catalán, puso en escena una versión amateur de Ifis con el título de ¡Cámbieme doctor!. En 1959 se casó con Georgina Paz, hija de un diplomático mexicano, y comenzó a dirigir obras suyas: !Al fin solos! (que se estrenó el 4 de mayo de 1957 en el Teatro de los Compositores); Columbus 1916 (1960), premiada en el VII Festival de Teatro del Distrito Federal en 1960; El Gran Tianguis (1960), parábola sobre la conquista española de México; El caso Sodoma (1960); y Cacería de un hombre (1962).
Camps se trasladó a la antigua Alemania del Este en 1962, donde trabajó como asesor del Volkstheater. Allí estrenó varias piezas singulares: El brillo de la podredumbre, El affaire Palomares, y el drama histórico Víznar o muerte de un poeta en la ciudad de Rostock, y fue condecorado por su «lucha contra el fascismo». En 1973, dos años antes de su muerte, se le concedió el Premio Lope de Vega por su obra El edicto de gracia, estrenada en Madrid en 1974, bajo la dirección de José Osuna, en el teatro María Guerrero. En ese periodo final de su vida se estableció en su Barcelona natal, donde falleció el 21 de noviembre de 1975 víctima de un cáncer de pulmón, justo al día siguiente morir Francisco Franco. Camps dejó inconclusa una obra sobre los cátaros.

## Dramaturgia
Entre sus dramas históricos más relevantes está Viznar o Muerte de un poeta, de 1962, planteado en clave de reportaje, glosando el asesinato de Federico García Lorca, en un montaje relevante por la ausencia física del protagonista sobre la escena. Huerta, Peral y Urzaiz, en su enciclopedia dedicada al teatro español del siglo xx, comentan la pieza como «valiente ejercicio que pretende demostrar cómo la muerte del poeta no fue resultado de un accidente sino, más bien, consecuencia ineludible de una trama diseñada desde las altas esferas del poder nacional».
Es autor también de Yo pronombre (Barcelona, Ediciones de la Gacela, 1944), Ifis (1957), Al fin solos (1959), Columbus 1616 (1959), El gran Tianguis (1961), El caso Sodoma (1961). Cacería de un hombre y El complejo de Schaviar, ambas de 1962. Manuel Gómez García observa la frecuencia con que Camps aplica «técnicas de teatro elidido», tratando problemas contemporáneos a él, pero a partir de pasajes o asuntos históricos. En 1971 recibió el premio Villa de Torelló por La Inspección.